# Coptomma douei
Coptomma douei là một loài bọ cánh cứng trong họ Cerambycidae.